# Radio nuclear
El tamaño de un núcleo atómico es del orden de {\displaystyle 10^{-15}-10^{-14}} metros.

## Radio nuclear
El núcleo tiene aproximadamente una densidad constante y por lo tanto el radio nuclear 'R' se puede aproximar por la siguiente fórmula,
{\displaystyle R=r_{0}A^{1/3}}
donde:
A = Número másico [número de protones (Z) más el número de neutrones (N)] 
{\displaystyle r_{0}} = 1.25 fm = 1.25 x 10-15 metros ({\displaystyle r_{0}} puede variar hasta en un 0,2 fm, en función de la específica de los núclidos). Esta aproximación es válida sólo para los núcleos particularmente esféricos con un bajo A.